# Семереньки
Семе́реньки —  село в Україні, у Тростянецькій міській громаді Охтирського району Сумської області. Населення становить 277 осіб. Колишній орган місцевого самоврядування — Семереньківська сільська рада.

## Географія
Село Семереньки знаходиться на правому березі річки Дернова, вище за течією на відстані 4 км розташоване село Бранцівка (Сумський район), нижче за течією на відстані 2,5 км розташоване село Дернове, на протилежному березі - село Поляне. По селу протікає струмок з загатою. Поруч проходить автомобільна дорога Т 1913.

## Символіка
Герб: у синьому щиті з зеленою основою срібна церква, над якою вгорі обабіч дві срібні квітки терену з золотими осердями. В основі сім срібних шабель із золотими руків’ями сходяться вгору вістрями. Щит увінчаний сільською геральдичною короною з колосками.
Прапор: квадратне полотнище, яке складається з двох вертикальних смуг – від древка синьої (завширшки в 1/3 сторони прапора), на якій білий лапчастий хрест, а над ним і під ним по одній білій квітці терену з жовтими осердями, а з вільного краю – зеленої, на якій сім білих шабель з жовтими руків’ями вістрями до древка.